# Кислица козья
Кисли́ца ко́зья (лат. Oxalis pes-caprae) — многолетнее травянистое растение семейства кисличных.
Этот вид является инвазивным растением во многих частях мира. Родом из Южной Африки вероятно, в начале 19-го века вид представлен в ботаническом саду на Мальте. В течение нескольких десятилетий, распространился на Мальте, и в других частях Средиземноморского региона и даже на Атлантическом побережье Европы. Точно так же вид натурализован на Канарских островах, Азорских островах и Мадейре.
Сейчас растение является вредным сорняком во многих частях мира, включая Соединенные Штаты (в частности, прибрежную Калифорнию), Европу, Израиль и Австралию.
В качестве лучшего места расположения выбирает обрабатываемые земли, особенно среди древесных культур. В период цветения является определяющей частью пейзажа, например, на Сицилии.
Многолетнее травянистое растение высотой от 10 до 50 сантиметров. Период цветения длится с декабря по май. Растение можно использовать как источник щавелевой кислоты, в качестве пищи и в народной медицине. Боковые подземные побеги, которые, как правило, мясистые, можно есть в сыром или варёном виде с молоком.